# 米尔卡·弗朗西亚
米尔卡·弗朗西亚（西班牙語：Mirka Francia，1975年2月14日—），古巴前女子排球运动员。她曾代表古巴国家队参加1996年和2000年夏季奥林匹克运动会排球比赛，两届比赛均获得金牌。